# فامبوكس
فامبوكس (بالفرنسية: Fampoux)‏ هي بلدية تقع في إقليم باد كاليه من منطقة نور با دو كاليه في شمال فرنسا. تبلغ مساحة هذه المدينة 8.64 (كم²)، وترتفع عن سطح البحر 67 م، يبلغ عدد سكانها 1071 نسمة حسب إحصاء المعهد الوطني للإحصاء والدراسات الاقتصادية سنة 2009 م. وترأس Géry Coulon البلدية خلال فترة (2008–2014).